# Івахів Степан Петрович
Степа́н Петро́вич Іва́хів (нар. 24 січня 1968 с. Андріївка, Буський район, Львівська обл.) — український підприємець, політик. Народний депутат VII, VIII та IX скликань. Входить до рейтингу 100 найбагатших людей України. Перший заступник голови комітету з питань екологічної політики у ВРУ IX скликання (з 29 серпня 2019 року).

## Життєпис
Народився 24 січня 1968 року в с. Андріївка Буського району Львівської області.
У 1992 році закінчив Рівненський інститут водного господарства за спеціальністю інженер-будівельник.

## Бізнес
Станом на 2019 рік статки Івахіва оцінюються в 93 млн дол.

## Політична діяльність
У 2010 році обраний депутатом Волинської обласної ради по багатомандатному виборчому округу за виборчим списком Волинської обласної організації Партії регіонів. Член постійної комісії з питань міжнародного співробітництва, зовнішньоекономічних зв'язків та інвестицій.
На парламентських виборах 2012 кандидував до парламенту як самовисуванець по одномандатному виборчому округу #21 (м. Ковель, Ковельський, Ратнівський, Старовижівський, Шацький райони) і переміг, отримавши понад 37 % голосів і випередивши на менш як один відсоток кандидата від ВО Батьківщина Ігора Гузя.
1 листопада 2018 був внесений у санкційний список РФ.
У 2019 році був обраний до Верховної Ради 9 скликання як безпартійний самовисуванець за 21 округом (Волинська область). З 29 серпня 2019 року вступив до фракції «За майбутнє» у ВРУ. 2 червня 2020 групу перейменували на партію «За майбутнє», з чим був пов'язаний вихід та перехід у нову групу.
З 29 серпня 2019 року, перший заступник голови Комітету Верховної Ради України з питань екологічної політики та природокористування. З 19 листопада 2019 року, член групи з міжпарламентських зв'язків з Чехією. З 18 грудня 2019 року, член групи з міжпарламентських зв'язків з Королівством Швеція. З 18 грудня 2019 року член групи з міжпарламентських зв'язків з Республікою Словенія. З 15 жовтня 2019 року член групи з міжпарламентських зв'язків з Канадою.
З 2023 року не відвідує засідання ВРУ як депутат.

## Критика
Згідно з аналітикою руху Чесно, фірма Івахіва заробляє на «зеленому» тарифі.
Прогульник засідань комітету у Верховній Раді VIII скликання. Займався неособистісним голосуванням. Фігурант антикорупційного розслідування щодо політичної корупції. Голосував за диктаторські закони 16 січня 2014 року.
Займався підкупом виборців. Зокрема благодійний фонд «Патріоти Волині» самовисуванця Степана Івахіва подарував плед та різну побутову техніку переможцям номінацій під час святкування Дня села Ростань Шацького району Волинської області. За інформацією Громадянської мережі «Опора», стало відомо, що у вересні 2014 року, напередодні виборів у парламент, у місті Ковель в коридорі загальноосвітньої школи № 12 розмістили подарунковий сертифікат від кандидата в народні депутати Степана Івахіва на будівництво стадіону біля цього навчального закладу.

## Декларації
У 2018 задекларував 13 офшорних компаній.

## Скандали
На Виборах до Верховної Ради 2014 були зафіксовані факти непрямого підкупу виборців через благодійний фонд «Патріот Волині».
16 січня 2014 року голосував за диктаторські закони, які обмежували свободу та Конституцію України.

## Особисте життя
Одружений, виховує троє дітей: дві дочки і син. Проживає в селі Липини Луцького району Волинської області.